# لواء أسد الله الغالب في العراق والشام
لواء أسد الله الغالب في العراق والشام هي جماعة مسلحة إسلامية شيعية تعمل في جميع أنحاء العراق. وقد تم تسميتها نسبة إلى لقب الإمام علي.

## تاريخ
تم تشكيل لواء أسد الله الغالب في الأصل في أواخر عام 2013 كجزء من شبكة لواء أبو الفضل العباس، للعمل ظاهرياً مع الميليشيات الشيعية الأخرى لحماية مرقد السيدة زينب، وقد تم تقديم المشورة لها في البداية من قبل قدامى محاربي عصائب أهل الحق. على الرغم من أن الجماعة لديها أعضاء سوريين، يجند لواء أسد الله الغالب في المقام الأول الشيعة العراقيين منذ تأسيسه وقام ببناء شبكة تجنيد واسعة في العراق.
منذ منتصف أغسطس 2013، بدأ لواء أسد الله الغالب بالقتال من أجل الحكومة السورية بنشاط ضد مختلف جماعات المعارضة السورية. وفي هذا النطاق، فإنه كان يعمل في الأصل بشكل حصري تقريباً في محافظة دمشق، لا سيما مشاركته في هجوم ريف دمشق (مارس–أغسطس 2013) ومعركة المليحة. تغير هذا بعد يونيو 2014 عندما اجتاح داعش الموصل، حيث أنشأ لواء أسد الله الغالب فرع له في العراق. وعلاوة على ذلك، قامت الميليشيا، وغيرها من الميليشيات الشيعية، بنشر قوات في محافظة اللاذقية في مطلع عام 2015، عندما هددت قوات سنية متمردة السكان العلويين المحليين. حينما عاد لواء أسد الله الغالب إلى المناطق الريفية في ريف دمشق بعد هذه الغزوة الشمالية الأولى، أصبح أكثر نشاطاً في جميع أنحاء سوريا بعد ذلك. في أواخر عام 2015، أرسل لواء أسد الله الغالب المقاتلين إلى حلب من أجل هجوم حلب (أكتوبر–ديسمبر 2015)، وفي أوائل عام 2016 عاد إلى المرتفعات الساحلية السورية للمشاركة الهجوم المحلي للحكومة. وفي الوقت نفسه، بدأت الجماعة أيضًا بتوفير مستشارين لصقور الصحراء. في هذه الأثناء، تحالف لواء أسد الله الغالب مع حركة الأبدال في العراق، «وهي وكيل شيعي عراقي مخلص لإيران»، وطورت علاقات وثيقة مع منظمة بدر و‌كتائب سيد الشهداء.